# Olimpio Maresma
Olimpio Santiago Maresma (Casilda, 25 de julio de 1916 - Mendoza, 3 de julio de 1979) fue un sacerdote católico argentino, que fue arzobispo de Mendoza entre 1974 y 1979.

## Biografía
Estudió en el seminario de Santa Fe y fue ordenado presbítero el 21 de diciembre de 1940. Fue párroco en la diócesis de Rosario, en la que también fue administrador general del obispado.
El 7 de diciembre de 1965 fue nombrado obispo titular in partibus infidelium de la diócesis de Gegi y obispo auxiliar de la arquidiócesis de Mendoza. Fue consagrado obispo el 30 de enero de 1966, por monseñor Guillermo Bolatti, arzobispo de Rosario. En marzo del año siguiente, en medio de una grave crisis entre el arzobispo Alfonso María Buteler y muchos de sus sacerdotes, que se resolvió con la renuncia de varios de éstos y el cierre del seminario, el papa Pablo VI separó al arzobispo de su cargo, dejándolo como arzobispo titular pero nombrándole un administrador apostólico en la persona de monseñor Maresma.
Tras el fallecimiento de monseñor Buteler, en septiembre de 1973, fue promovido al cargo de arzobispo de Mendoza el 21 de noviembre de 1974. Durante su gestión reabrió el seminario arquidiocesano y se esforzó en ayudar a los inmigrantes.
Años después (en 2010), durante los juicios por delitos de lesa humanidad, una testigo recordó que monseñor Maresma ―refiriéndose a los miles de personas que estaban siendo «desaparecidas» (torturadas y asesinadas) por la dictadura cívico-militar argentina (1976-1983)― le había aconsejado no «gastar pólvora en chimangos».
En 1979 estaba preparando el Congreso Mariano Nacional, pero falleció el 3 de julio de 1979. Sus restos descansan en la Iglesia Catedral de Mendoza.